# 서인 (아나운서)
서인(1979년 7월 23일 ~ )은 대한민국의 아나운서이자. MC이다. 2006년 CBS 아나운서로 입사하고 2008년 MBC 아나운서로 입사했다. 본관은 달성이다.

## 이력
| 연도     | 사항                           |
| -------- | ------------------------------ |
| 2006     | CBS 아나운서                   |
| 2008 ~   | MBC 공채 아나운서              |
| 2024.1   | MBC 아나운서국 차장            |
| 2025.2 ~ | 제21대 한국아나운서연합회 회장 |

## 방송

### TV
- 실화탐사대 - 2023년 3월 23일 ~ 현재
- 트롯챔피언
- 출발! 비디오 여행 - 2016 1월 10일 ~현재
- MBC 파워매거진
- MBC 고향을 부탁해 - 두 남자의 몸에 좋은 여행
- 일밤 - 집드림
- 불만제로
- 푸른지구 환경리포트
- 스포츠투데이
- 찾아라! 맛있는 TV
- 네버엔딩 스토리
- 네 마음을 보여줘
- 섹션 TV 연예통신
- 여왕의 꽃 - 약혼식 사회자 역 (특별출연)
- 달콤살벌 패밀리 - 마봉춘 기자 역 (특별출연)
- 아름다운 당신 - DJ 역 (특별출연)
- 운빨로맨스 - 게임 시연회 진행자 역 (특별출연)
- 몬스터 특별출연
- 기분 좋은 날 - 2023년 3월 24일 ~ 현재

### 라디오
- MBC 표준FM 휴먼라디오, 우리
- MBC 표준FM 왁자지껄 서인입니다
- MBC 표준FM 아이러브 스포츠
- MBC 표준FM 좋은 하루 서인입니다
- MBC 표준FM 서인의 새벽다방
- MBC 표준FM 서인의 심야다방 (2020년 11월 16일 ~ 2023년 11월 19일)